# 尹起重

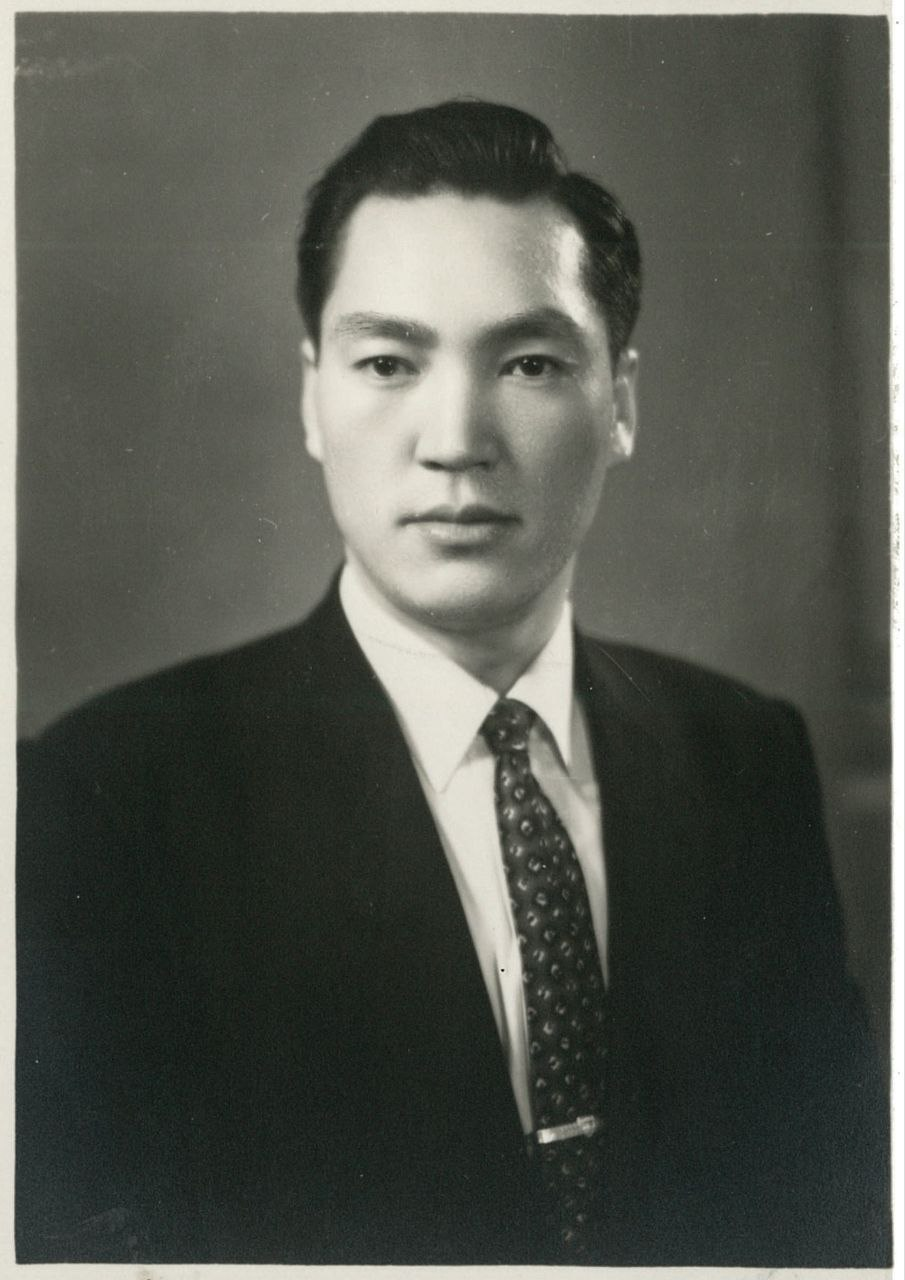
尹起重

尹 起重（윤기중、ユン・ギジュン、1931年12月19日 - 2023年8月15日）は、韓国の経済学者。延世大学校名誉教授、韓国学術院会員。元韓国経済学会会長。元韓国統計学会会長。元検事総長、大韓民国第20代大統領の尹錫悦は息子。本貫は坡平尹氏。

## 来歴
現在の忠清南道公州市灘川面生まれ、故郷は同道論山市魯城面である。朝鮮戦争に従軍後、1956年延世大学校商経学部卒業。1958年延世大学校大学院経済学専攻修了。1965年に日本国と大韓民国との間の基本関係に関する条約が締結されると、翌1966年から68年まで一橋大学大学院経済学研究科に留学し、宮川公男助教授らと研究を行った。当時住んでいた東京都国立市のアパートには尹錫悦も訪れたことがあるという。漢陽大学校経済学科助教授、延世大学校商経学部助教授、副教授、教授等を歴任。1972年セントルイス・ワシントン大学客員講師。1977年韓国統計学会会長。1982年一橋大学客員教授。1991年延世大学校商経学部長。1992年韓国経済学会会長。1997年延世大学校名誉教授。2001年韓国学術院会員。
2023年8月15日午前、死去した。91歳没（韓国メディアは92歳と記録した）。

## エピソード
- 日本への留学経験があることから、日韓の学術交流にたびたび関与し、複数の日本人学者と面識がある。
- 杉山高一・中央大学名誉教授は、2002年11月10日に延世大学で開催された韓国統計学会30周年記念大会に出席した時の回想で、「延世大学名誉教授尹起重教授と話をした。尹は一橋大学へ2年程研究留学されたことがあり、日本語がよくできる先生で、College of Business Schoolの学部長をされた風格のある方でした。65歳で退官後も、70歳までは教えることが可で、現在も統計学を教えているとのことでした」と述べていた[12]。
- 水田洋・名古屋大学名誉教授は、2006年10月にソウルを訪問した時の回想で、「延世大学で講義をすることになって、尹起重名誉教授（学術院会員）が日本語から朝鮮語への通訳をひきうけて下さった。初対面のあいさつもそこそこに、「岩波文庫の『国富論』の訳注はいいですね」といわれたのには、おどろくとともにうれしくも思った」「一橋に留学したことがあり、ぼくの経歴も知っていたらしい」と述べていた[13]。
- 田中愼一・北海道大学名誉教授は、2009年10月にソウルを訪問した時の回想で、「延世大学の尹起重名誉教授（1931年の生まれ，78歳。韓国学術院会員）にお会いしました。北海道大学経済学部と延世大学校商経大学とのジョイントセミナーで私が報告した時に司会をしてくださった方です」と紹介した[14]。
- 2021年時点では「梅軒（メホン）・尹奉吉義士記念事業会」の理事を務めている。2021年3月29日に、息子の尹錫悦が、大統領選挙への出馬表明を、ソウル特別市・瑞草区の「梅軒尹奉吉義士記念館」で実施したのは、このことが影響している[15]。

## 著書
- 『統計學　經濟學講義叢書』法文社 1965年
- 『統計學概論』法文社 1983年
- 『統計學　統計學叢書』法文社 1996年
- 『韓國經濟의 不平等 分析』博英社 1997年